# Нім
Нім (фр. Nîmes) — місто та муніципалітет у Франції, у регіоні Окситанія, адміністративний центр департаменту Гар. Населення — 148 104 особи (01.01.2021).
Муніципалітет розташований на відстані близько 580 км на південь від Парижа, 50 км на північний схід від Монпельє.

## Історія
Нім (лат. Nemausos — святилище, храм) в давнину був столицею галльського племені вольків-арекоміків, які скорилися римлянам в 121 р. до н. е. На місці кельтського поселення імператор Октавіан Август заснував нове місто. Завдяки вдалому місцю розташування на Доміцієвій дорозі, навколишнім багатим виноградникам та наданим імператорами привілеям, Нім став одним з найпримітніших міст Південної Франції. У галло-римський час населення міста сягало 25 тис. жителів. З часів римського панування у місті збереглося чимало пам'яток, зокрема відома Вежа Мань та Німський амфітеатр. У V ст. його розграбували вандали та вестготи, за якими у VIII ст. прийшли араби (вигнані 737 р.)
З X ст. Нім входив у володіння графів Тулузьких, був одним з центрів руху альбігойців, 1229 року місто було приєднане до домену короля Франції. У XVI ст. громадяни Німа прийняли протестантизм та влаштували побиття католиків (т. зв. Німська різанина). Після скасування Нантського едикту тут спостерігалися заворушення гугенотів.
У 1791, 1815 та 1830 роках роялістські банди Верде влаштовували в місті жахливі погроми. Проте в новий час місто зазнало нового розквіту, насамперед завдяки пошуренню текстильних мануфактур. Чималі прибутки жителі міста мали з виноробної справи. Після того, як до міста було прокладено залізничну гілку та споруджено Південний канал, з'явилися нові можливості збуту місцевих товарів.
Під час Другої світової війни місто з 1942 по 1944 рік перебувало під німецькою окупацією, але не зазнало великих руйнувань.

## Визначні місця

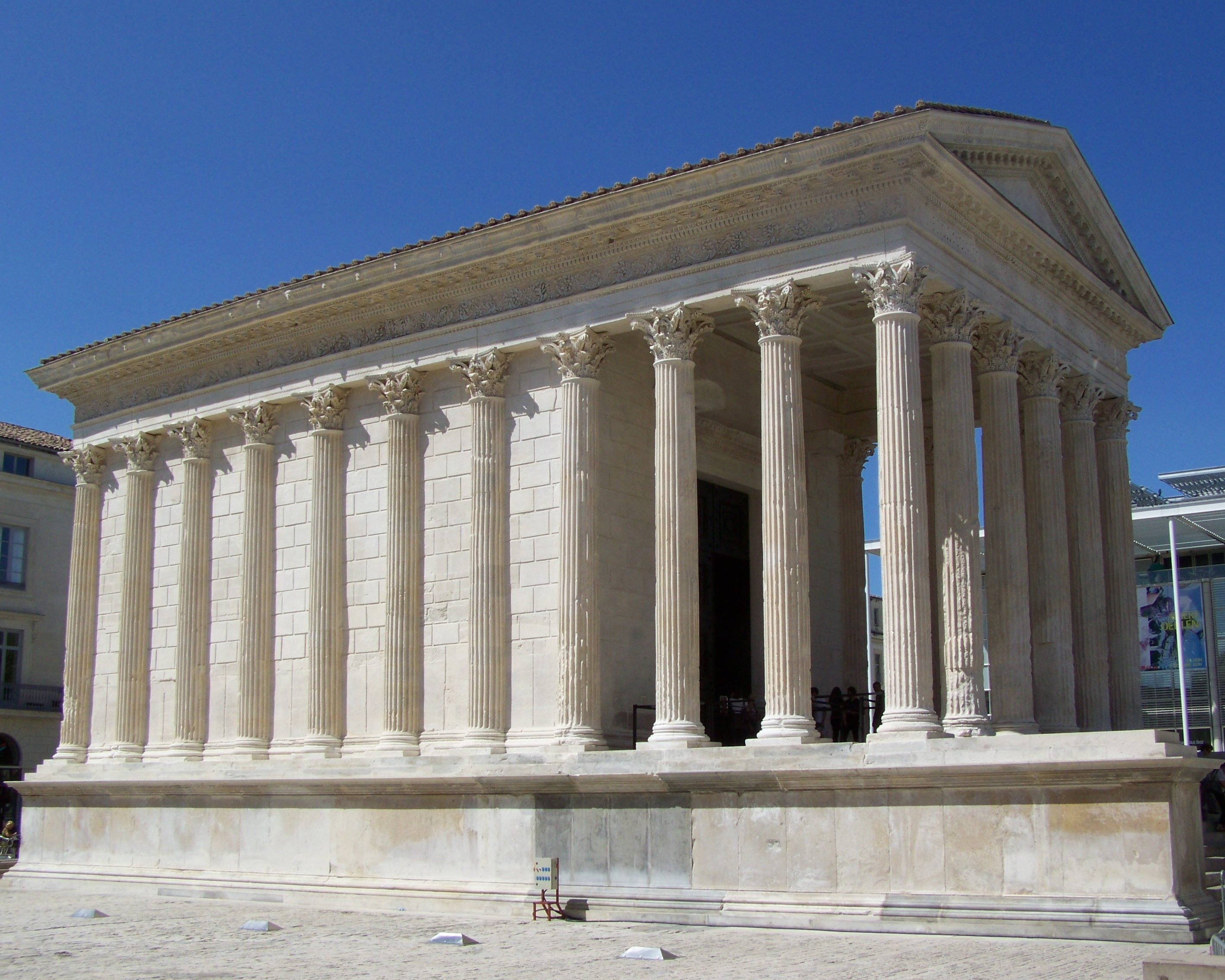
Мезон Карре (I ст. до н. е.)

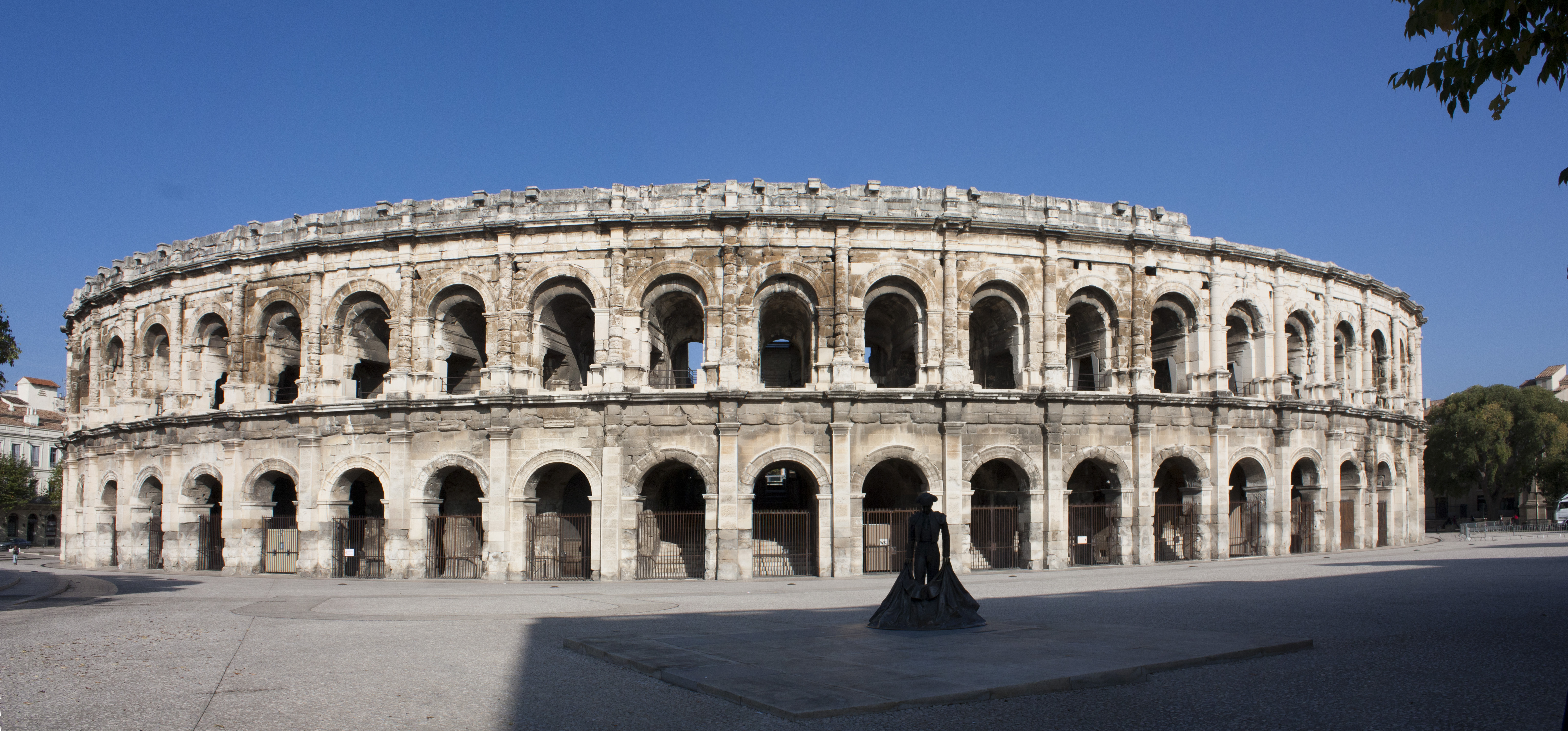
Античний амфітеатр в Німі.

У Німі збереглася велика кількість пам'яток давньоримської архітектури:
- Амфітеатр (60 р. н. е.)
- Арка Августа (після 16 р до н. е.)
- Мезон Карре (храм, останні рр. до н. е.)
- Храм Діани (II ст. н. е.)
- Вежа Мань (руїни часів Августа)
- Арени Німа (I ст. н. е.)
- Пон-дю-Гар (акведук за 22 км від Німа)

Серед будівель пізнішого часу вирізняється романська споруда собору.
Музеї
- Музей красних мистецтв (Нім)
- Музей старого Німа
- Археологічний музей (Нім)
- Музей таврокультури (все про бої биків)

## Демографія
Динаміка населення (Cassini і INSEE ):
Розподіл населення за віком та статтю (2006):
| Стать | Всього | До 15 років | 15-24  | 25-44  | 45-64  | 65-85  | Понад 85 |
| --- | ------ | ----------- | ------ | ------ | ------ | ------ | -------- |
| Чоловіки | 67 549 | 13 018      | 11 119 | 17 328 | 15 957 | 9065   | 1062     |
| Жінки | 76 537 | 12 351      | 11 490 | 18 781 | 18 161 | 13 299 | 2455     |
| \| Статево-вікова піраміда \| Статево-вікова піраміда \| Статево-вікова піраміда \| \| ----------------------- \| ----------------------- \| ----------------------- \| \| Чоловіки \| Вік \| Жінки \| \| 1062 \| 85 + \| 2455 \| \| 1564 \| 80-84 \| 3080 \| \| 2124 \| 75-79 \| 3359 \| \| 2683 \| 70-74 \| 3511 \| \| 2694 \| 65-69 \| 3349 \| \| 3417 \| 60-64 \| 3824 \| \| 4206 \| 55-59 \| 4727 \| \| 4187 \| 50-54 \| 4602 \| \| 4147 \| 45-49 \| 5008 \| \| 3962 \| 40-44 \| 5039 \| \| 4278 \| 35-39 \| 4587 \| \| 4353 \| 30-34 \| 4550 \| \| 4735 \| 25-29 \| 4605 \| \| 5710 \| 20-24 \| 6116 \| \| 5409 \| 15-20 \| 5374 \| \| 4439 \| 10-14 \| 4231 \| \| 4196 \| 5-9 \| 4045 \| \| 4383 \| 0-4 \| 4075 \| |        |             |        |        |        |        |          |
| Статево-вікова піраміда |        |             |        |        |        |        |          |
| Чоловіки | Вік    | Жінки       |        |        |        |        |          |
| 1062 | 85 +   | 2455        |        |        |        |        |          |
| 1564 | 80-84  | 3080        |        |        |        |        |          |
| 2124 | 75-79  | 3359        |        |        |        |        |          |
| 2683 | 70-74  | 3511        |        |        |        |        |          |
| 2694 | 65-69  | 3349        |        |        |        |        |          |
| 3417 | 60-64  | 3824        |        |        |        |        |          |
| 4206 | 55-59  | 4727        |        |        |        |        |          |
| 4187 | 50-54  | 4602        |        |        |        |        |          |
| 4147 | 45-49  | 5008        |        |        |        |        |          |
| 3962 | 40-44  | 5039        |        |        |        |        |          |
| 4278 | 35-39  | 4587        |        |        |        |        |          |
| 4353 | 30-34  | 4550        |        |        |        |        |          |
| 4735 | 25-29  | 4605        |        |        |        |        |          |
| 5710 | 20-24  | 6116        |        |        |        |        |          |
| 5409 | 15-20  | 5374        |        |        |        |        |          |
| 4439 | 10-14  | 4231        |        |        |        |        |          |
| 4196 | 5-9    | 4045        |        |        |        |        |          |
| 4383 | 0-4    | 4075        |        |        |        |        |          |

## Економіка
2010 року серед 90 551 особи працездатного віку (15—64 років) 60 793 були активними, 29 758 — неактивними (показник активності 67,1%, у 1999 році було 66,3%). З 60 793 активних мешканців працювало 48 026 осіб (24 846 чоловіків та 23 180 жінок), безробітними було 12 767 (6098 чоловіків та 6669 жінок). Серед 29 758 неактивних 11 760 осіб було учнями чи студентами, 6813 — пенсіонерами, 11185 були неактивними з інших причин.

У 2010 році в муніципалітеті числилось 64966 оподаткованих домогосподарств, у яких проживали 140304,0 особи, медіана доходів виносила 15 105 євро на одного особоспоживача

## Персоналії
- Адріан Арді — (фр. Adrien Hardy, 30 липня 1978) — французький веслувальник, олімпійський чемпіон.
- Мануель Аморос (1962) — французький футболіст, тренер.
- Жуль Дюпрато — французький композитор.
- Полін Лафон (1963—1988) — французька кіноактриса.
- Робер Лафонтен (1923—2009) — окситанський поет, прозаїк та публіцист.
- Поль Обер (1872—1923) — французький лікар та біолог.
- Поль Солеє (1842—1886) — французький мандрівник, дослідник Африки.

## Цікаві факти
- Від Німа походить назва джинсової тканини денім.
- На честь латинської назви Німа названий астероїд (51) Немауза, відкритий 22 січня 1858 астрономом А. Лораном в Німі.
- В Німі є професійний футбольний клуб «Нім Олімпік»
- 2005 року в амфітеатрі міста виступала група Rammstein, 2009 року — група Metallica, 2011 року — група The Offspring, а 16 липня 2013 відбувся концерт групи Depeche Mode.

## Міста-побратими
- Престон, Велика Британія (1955)
- Верона, Італія (1960)
- Брауншвейг, Німеччина (1962)
- Прага, Чехія (1967)
- Франкфурт-на-Одері, Німеччина (1976)
- Саламанка, Іспанія (1979)
- Рішон-ле-Ціон, Ізраїль (1986)
- Мекнес, Марокко (2005)
- Ростов, Російська Федерація

## Уродженці
- Соф'ян Алакуш (*1998) — марокканський футболіст, захисник, фланговий півзахисник.